# Première bataille d'Olmedo
La première bataille d'Olmedo, du 19 mai 1445, est un épisode du conflit opposant de 1437 à 1445 le roi de Castille Jean II et une partie de la noblesse castillane soutenant les prétentions des infants d'Aragon (en). Elle s'achève par la victoire de l'armée royale.
Elle à lieu à Olmedo, ville située à 20 km au sud de Valladolid et à proximité de Medina del Campo, en Vieille-Castille.

## Contexte historique

### Les liens dynastiques dans la maison de Trastamare
La dynastie des Trastamare commence lorsqu'Henri de Trastamare s'empare du trône de Castille en 1369, devenant le roi Henri II. Son fils Jean Ier de Castille (1358-1390) épouse l'infante d'Aragon Éléonore (1358-1382), fille de Pierre IV (1319-1387). Ils ont deux fils, 
- Henri (1379-1406)
- Ferdinand (1380-1416), appelé Ferdinand d'Antequera, tous deux infants de Castille.

Henri devient roi de Castille en 1390 (Henri III) et a un fils, Jean (1405-1454), qui devient roi de Castille en 1406 (Jean II);
Ferdinand exerce la régence de Castille de 1406 à 1410 en tant que frère du roi défunt, puis, laissant la régence à la mère du roi, Catherine de Lancastre (1373-1418), s'engage dans le conflit de succession qui survient en Aragon à la mort de Martin Ier, en tant que petit-fils de Pierre IV. Une conférence tenue à Caspe en 1412 lui accorde le trône : il devient Ferdinand Ier d'Aragon, le premier de la maison de Trastamare dans ce royaume.
Ferdinand, marié à Éléonore d'Albuquerque, a de nombreux enfants, cinq fils (« les infants d'Aragon ») et trois filles. L'une d'elles, Marie (1396-1445), épouse Jean II de Castille, son cousin germain, qui lui donne un fils, Henri (1425-1474). Ferdinand ne règne que quatre ans.

### Le règne de Jean II de Castille et la guerre civile (1437-1445)
Jean II (1405-1454), marié en 1420 avec Marie d'Aragon, gouverne à partir de la fin des années 1420, sous l'influence de son favori Álvaro de Luna.
En 1437 commence une guerre civile opposant le roi et Alvaro de Luna à une faction nobiliaire.
L'épouse du roi, Marie d'Aragon, meurt le 18 février 1445.

## La bataille

### Camp du roi de Castille
Du côté de Jean II de Castille, combattent non seulement Alvaro de Luna, mais aussi l'infant Henri (1425-1474), héritier présomptif, et son ami Juan Pacheco (1419-1474), qui va être fait marquis de Villena après la victoire.

### Camp opposé
De l'autre côté, combattent 
- le roi Jean II d'Aragon (1398-1479), aussi détenteur du trône de Navarre ;
- son frère Henri, duc de Villena (1400-1445).

Tous deux sont des « infants d'Aragon » (fils de Ferdinand Ier d'Aragon).

## Suites
La fin du règne de Jean II est plus calme. Il se remarie en 1447 avec Isabelle de Portugal, qui lui donne deux enfants, Isabelle (1451-1504) et Alphonse (1453-1468).
Une bataille a de nouveau lieu à Olmedo sous le règne de Henri IV, lui aussi confronté à une rébellion nobiliaire soutenant les droits de l'infant Alphonse contre ceux de sa fille Jeanne (1462-1530).